# David Mildzikhov
Bản mẫu:Eastern Slavic name
David Vyacheslavovich Mildzikhov (tiếng Nga: Давид Вячеславович Мильдзихов; sinh ngày 8 tháng 6 năm 1994) là một cầu thủ bóng đá người Nga. Anh thi đấu cho FC Yenisey Krasnoyarsk.

## Sự nghiệp câu lạc bộ
Anh có màn ra mắt tại Russian Second Division cho F.K. Akademiya Tolyatti vào ngày 24 tháng 7 năm 2012 trong trận đấu với FC Gornyak Uchaly.